# 페론-프로베니우스 정리
아래는 페론-프로베니우스 정리(Perron-Frobenius theorem)에 대한 설명이다.
고유벡터{\displaystyle v{\text{  및   }}1\leq i\leq n\;,\;0<v_{i}} 조건하에서
{\displaystyle Av=kv}임을 확인할 수 있다.
임의의 행렬 {\displaystyle A=(a_{ij})}를 예약하고 {\displaystyle 1\leq i,j\leq n} 에 대하여 {\displaystyle 0<a_{ij}}로 주어지는{\displaystyle n\times n}의 양의 부호를 갖는행렬을 조건으로해서 A의 고유값 {\displaystyle k}가 {\displaystyle 0<k}영역에서 나타남을 확인할 수 있다.
이어서 그{\displaystyle k}로부터 확인할 수 있는 임의의 행렬의 모든 성분이 역시 양의 값을 갖는 고유벡터 {\displaystyle v=(v_{1},v_{2},...,v_{n})}가 존재하는 것을 확인할 수 있다.

## 같이 보기
- 카르탕 행렬
- 고윳값 분해

## 참고
- (EOM)https://www.encyclopediaofmath.org/index.php/Perron-Frobenius_theorem
- (수학노트)http://wiki.mathnt.net/index.php?title=%ED%8E%98%EB%A1%A0-%ED%94%84%EB%A1%9C%EB%B2%A0%EB%8B%88%EC%9A%B0%EC%8A%A4_%EC%A0%95%EB%A6%AC_(Perron-Frobenius_theorem) 보관됨 2020-10-27 - 웨이백 머신